# The Three Doctors
The Three Doctors es el primer serial de la décima temporada de la serie británica de ciencia ficción Doctor Who, emitido originalmente en cuatro episodios semanales del 30 de diciembre de 1972 al 20 de enero de 1973. Marcó la apertura del año del décimo aniversario de la serie.

## Argumento
A la Tierra llega una señal superlumínica que transporta una extraña masa de energía que parece tener la intención de capturar al Tercer Doctor. Mientras tanto, el planeta de los Señores del Tiempo está bajo asedio, con toda la energía que lo sustenta siendo atraída a un agujero negro. Atrapados y desesperados, los Señores del Tiempo hacen lo impensable, y rompen la primera ley del tiempo, permitiendo al Doctor que se ayude a sí mismo invocando a sus dos encarnaciones anteriores desde el pasado.
Desafortunadamente, el Primer Doctor está atrapado en un remolino temporal sin poder materializarse del todo, y sólo puede comunicarse por pantalla, pero el Segundo Doctor se une al Tercero en la investigación de los orígenes de la criatura y el agujero negro, mientras el cuartel general de UNIT se enfrenta al ataque de unas criaturas alienígenas gelatinosas.
El Primer Doctor deduce que el agujero negro es un puente entre universos, y los otros dos Doctores permiten que la TARDIS sea tragada por la criatura de energía, que les transporta a ellos, al Dr. Tyler, Jo Grant, el Sargento Benton y el Brigadier Lethbridge-Stewart a un universo de antimateria creado por el legendario Señor del Tiempo Omega. Este era un ingeniero solar que creó la supernova que da energía a la civilización de los Señores del Tiempo, pero fue considerado muerto en la explosión. En realidad, había sido transportado al universo de antimateria, donde su voluntad y pensamiento convirtieron la materia sin forma en algo físico. Atrapado, por el hecho de que su voluntad es lo único que mantenía esa realidad, juró venganza contra los Señores del Tiempo que le dejaron atrapado allí.
Está claro que el exilio ha hecho que Omega haya perdido el juicio. Junto con su venganza, ha invocado a los Doctores allí para que le sucedan en el mantenimiento del universo de antimateria para que él pueda escapar. Sin embargo, los Doctores descubren que los años de exposición a los efectos corrosivos de la singularidad gravitacional del agujero negro han destruido el cuerpo físico de Omega, y que está atrapado allí para siempre. Perdiendo la cabeza por este descubrimiento, Omega ahora exige que los Doctores compartan su exilio.
Los Doctores escapan por poco, y le ofrecen a Omega una propuesta. Le darán su libertad si envían a los otros de vuelta al universo de materia positiva. Omega accede, y cuando esto está hecho, los Doctores le ofrecen a Omega un generador de campo de fuerza que contiene la flauta del Segundo Doctor, que había caído dentro antes de ser transportada por el agujero negro. Omega en un acceso de furia golpea y tira al suelo el generador, y la flauta, de materia positiva no convertida, al entrar en contacto con el universo de antimateria lo destruye en un parpadeo, devolviendo a los Doctores en la TARDIS al universo de materia positiva. El Tercer Doctor explica que la muerte era la única libertad que cualquiera podía ofrecerle ya a Omega.
Ahora que los Señores del Tiempo han recuperado su poder, envían al Primer y Segundo Doctor de vuelta a sus respectivas épocas, y como recompensa levantan el exilio del Tercer Doctor, dándole un nuevo circuito de desmaterialización para la TARDIS y devolviéndole sus conocimientos de cómo viajar por el espacio y el tiempo.

### Continuidad
El Brigadier menciona a los yetis (The Web of Fear), los Cybermen (The Invasion) y los autones (Spearhead from Space).
Omega volvería en el serial del Quinto Doctor, Arc of Infinity (1983). El canciller es interpretado por Clyde Pollitt, que había interpretado a uno de los Señores del Tiempo que exiliaron al Segundo Doctor (The War Games). Barry Letts dijo en los comentarios del DVD que esto fue intencionado ya que pretendía que fuese el mismo personaje. Del mismo modo, Graham Leaman reaparece como Señor del Tiempo tras haber aparecido en el papel en Colony in Space discutiendo las actividades de El Amo y su uso del Doctor exiliado como agente.

## Producción
| Episodio          | Fecha de emisión        | Duración | Espectadores en millones | Estado en el archivo  |
| ----------------- | ----------------------- | -------- | ------------------------ | --------------------- |
| Episodio 1        | 30 de diciembre de 1972 | 24:39    | 9,6                      | Cinta original en PAL |
| Episodio 2        | 6 de enero de 1973      | 24:18    | 10,8                     | Cinta original en PAL |
| Episodio 3        | 13 de enero de 1973     | 24:22    | 8,8                      | Cinta original en PAL |
| Episodio 4        | 20 de enero de 1973     | 25:07    | 11,9                     | Cinta original en PAL |
| [ 1 ] [ 2 ] [ 3 ] |                         |          |                          |                       |

Entre los títulos temporales de la historia se incluye The Black Hole (El agujero negro). El guion se concibió originalmente para que aparecieran los tres Doctores por igual, pero William Hartnell estaba demasiado enfermo para interpretar el papel tal y como estaba previsto. Así, su aparición se redujo a un cameo pregrabado, apareciendo sólo en el escáner de la TARDIS y en el visor de los Señores del Tiempo. Sería su última interpretación del Doctor y su último trabajo como intérprete antes de su muerte en 1975. Las escenas de Hartnell se filmaron en los estudios de la BBC en Ealing, y no en un garaje o el cobertizo de un jardín, como la mitología fan suele decir. La foto promocional del serial fue la única vez que se mostró a los tres actores juntos.
Los productores también planearon que Frazer Hines volviera a su papel de Jamie McCrimmon junto al Segundo Doctor, pero sin embargo Hines no estuvo disponible por su trabajo en la telenovela Emmerdale. Gran parte del papel originalmente pensado para Jamie fue asignado al Sargento Benton.

## Recepción
Patrick Mulkern de Radio Times escribió que The Three Doctors "puede que no sea la historia más grande jamás contada", pero terminó con el exilio del Doctor en la Tierra y trajo de vuelta a Troughton, aunque desafortunadamente Hartnell no pudo hacer mucho. Christopher Bahn, crítico de The A.V. Club, escribió que el serial "tenía algunas buenas ideas, pero las trataron con una falta de ambición e imaginación que hizo que no pasara nada en el argumento para que fuera ofensivamente malo, simplemente aburrido". Pensó que "la mejor parte" fue "la pelea cómica" entre Pertwee y Troughton, y también calificó al Brigadier como "un punto de salvación" de la historia. Ian Jane de DVD Talk le dio al serial tres estrellas sobre cinco, señalando que era "ligeramente tonto" y que el diseño de producción y efectos especiales "definitivamente no era lo mejor que la serie tenía que ofrecer". También pensó que la historia se desarrolló con un poco de exceso de velocidad, y que era "bastante predecible". Sin embargo, alabó la interacción entre Pertwee y Troughton, el hecho de que se le dio algo más que hacer a Jo y la interpretación de Stephen Thorne como Omega. Alisdair Wilkins de io9 escogió The Three Doctors como la peor historia de la serie clásica de Doctor Who, pensando que el Segundo Doctor y el Brigadier aparecieron como demasiado cómica, la historia tenía mucha morralla y que Omega era un "villano gritón y bidimensional".

## Lanzamientos en VHS y DVD
The Three Doctors se publicó dos veces en VHS, la primera en agosto de 1991, y después remasterizada en 2002 como parte de la compilación The Time Lord Collecion. Se publicó en DVD en noviembre de 2003 como parte de las publicaciones del 40 aniversario, representando los años de Jon Pertwee. El 13 de febrero de 2012 se publicó una nueva edición especial en DVD con nuevos extras, en la tercera compilación de Revisitations.